# اتفاقية مكافحة التزييف التجارية
اتفاقية مكافحة التزييف التجارة (بالإنجليزية: Anti-Counterfeiting Trade Agreement) عبارة عن اتفاقية مقترح متعدد الأطراف الغرض منها وضع معايير دولية لتنفيذ حقوق الملكية الفكرية وذلك بإنشاء إطار قانوني دولي جديد يمكن للدول الانضمام بشكل اختياري. قامت لكل من اليابان والولايات المتحدة بتطوير الفكرة لإنشاء اتفاق متعدد الأطراف بشأن مكافحة التزوير في عام 2006.

## وصلات خارجية
- تطلع دول لابرام اتفاقية مكافحة التزييف في سبتمبر من وكالة أنباء رويترز.
- التوصل لاتفاق في محادثات مكافحة التزييف ومكافحة النسخ غير الشرعي للمواد في طوكيو[وصلة مكسورة]

### المواقع الرسمية
- اليابان: موقع الإيداع وزارة الخارجية
- أستراليا: وزارة الشؤون الخارجية والتجارة نسخة محفوظة 7 February 2012 على موقع واي باك مشين. (DFAT)
- كندا: وزارة الشؤون الخارجية والتجارة الدولية الكندية نسخة محفوظة 24 June 2011 على موقع واي باك مشين.
- European Union: المفوضية الأوروبية (EC)
- اليابان: وزارة الاقتصاد والتجارة والصناعة نسخة محفوظة 29 January 2012 على موقع واي باك مشين. (METI)
- نيوزيلاندا: وزارة التنمية الاقتصادية (MED) و وزارة الخارجية والتجارة (MFAT)
- الولايات المتحدة: الممثل التجاري للولايات المتحدة (USTR)

### نص المعاهدة الرسمي
- English version, finalized, released في 15 نوفمبر 2010، نُشرت في 15 إبريل 2011
- المعاهدة بلغات الاتحاد الأوروبي،اللغات الرسمية هي الإنجليزية والفرنسية والإسبانية، فضلاً عن الترجمات إلى جميع لغات الاتحاد الأوروبي، باستثناء اللغة الكرواتية.

### مسودات سابقة
- "Draft of 18 January 2010" (PDF). مؤرشف من الأصل (PDF) في 2025-07-07.، سُرّبت في 1 مارس 2010
- "Draft of April 2010" (PDF). مؤرشف من الأصل (PDF) في 2019-01-31., صدرت في 21 إبريل 2010
- "Text of 1 July 2010" (PDF). مؤرشف من الأصل (PDF) في 2025-07-01.، سُرّبت في 13 يوليو 2010
- "Text of 25 August 2010" (PDF). مؤرشف من الأصل (PDF) في 7 أكتوبر 2011.، سُرّبت في 5 سبتمبر 2010

### مواقع أخرى
- ACTA tracking articles بقلم ميخائيل غيست
- مدونة FFII
- EFF's صفحة اتفاقية مكافحة التزييف التجارية
- GamePolitics’ ACTA news aggregation page
- KEI's Anti-Counterfeiting Trade Agreement page
- La Quadrature du Net's Anti-Counterfeiting Trade Agreement page
- Open Rights Group's wiki summary of the Treaty
- Site for NZ coalition calling for transparency in ACTA
- PublicACTA − the open consultation event in NZ on 10 April
- Public Knowledge Anti-Counterfeiting Trade Agreement page
- Proposed ACTA Changes sent to the USTR. (Red Line Edit)
- What is ACTA?
- White House Petition – To End ACTA And حماية خصوصية الإنترنت، أنشأت في 21 يناير 2012
- البيت الأبيض Petition – To Submit ACTA To The (US) Senate For Ratification، أنشأت في 22 يناير 2012
- إنه التطور، أيها الغبي Peter Sunde (ريادة أعمال، ذا بايرت بي) – وايرد، 10 فبراير 2012.

### الاحتجاجات
- يتظاهرون لرفض اتفاقية مكافحة التزييف التجارية، يورونيوز
- صور الاحتجاجات في أوروبا، واشنطن بوست
- Valentine's week-end ACTA marches: احتجاج الألف، Iptegrity.com